# 15618 Lorifritz
15618 Lorifritz eller 2000 HF11 är en asteroid i huvudbältet som upptäcktes den 27 april 2000 av LINEAR i Socorro County, New Mexico. Den är uppkallad efter Lori A. Fritz.
Asteroiden har en diameter på ungefär 2 kilometer.